# Lalala
Lalala  è un singolo del produttore discografico statunitense Y2K e del rapper canadese bbno$, pubblicato il 7 giugno 2019 come primo estratto dal primo EP collaborativo Dream Eater.

## Tracce
Testi e musiche di Ari Starace e Alexander Gumuchian.
Download digitale, streaming
1. Lalala – 2:40

Download digitale, streaming – Polyphia Remix
1. Lalala (Polyphia Remix) – 2:40

Download digitale, streaming – Oliver Heldens Remix
1. Lalala (Oliver Heldens Remix) – 4:09

Download digitale, streaming – remix
1. Lalala (con Enrique Iglesias e Carly Rae Jepsen) (Remix) – 2:55

## Formazione
- Y2K – voce, produzione, missaggio
- bbno$ – voce
- Jeff Ellis – mastering

## Classifiche

### Classifiche settimanali
| Classifica (2019) | Posizione massima |
| ----------------- | ----------------- |
| Argentina         | 98                |
| Australia         | 16                |
| Austria           | 38                |
| Belgio (Fiandre)  | 14                |
| Belgio (Vallonia) | 10                |
| Canada            | 10                |
| Costa Rica        | 14                |
| Danimarca         | 26                |
| Estonia           | 9                 |
| Finlandia         | 16                |
| Francia           | 12                |
| Germania          | 46                |
| Grecia            | 3                 |
| Irlanda           | 36                |
| Italia            | 17                |
| Lettonia          | 4                 |
| Lituania          | 7                 |
| Norvegia          | 23                |
| Nuova Zelanda     | 16                |
| Paesi Bassi       | 36                |
| Portogallo        | 7                 |
| Regno Unito       | 32                |
| Repubblica Ceca   | 5                 |
| Romania           | 70                |
| Slovacchia        | 2                 |
| Spagna            | 42                |
| Stati Uniti       | 55                |
| Svezia            | 55                |
| Svizzera          | 26                |
| Ungheria          | 7                 |

### Classifiche di fine anno
| Classifica (2019) | Posizione |
| ----------------- | --------- |
| Australia         | 86        |
| Belgio (Fiandre)  | 81        |
| Belgio (Vallonia) | 75        |
| Canada            | 44        |
| Francia           | 109       |
| Italia            | 94        |
| Lettonia          | 23        |
| Svizzera          | 85        |
| Ungheria          | 30        |
| Classifica (2020) | Posizione |
| Canada            | 63        |
| Romania           | 98        |